# Кроуфорд, Ролстон
Ролстон Кроуфорд (англ. Ralston Crawford; 1906, Сент-Катаринс, провинция Онтарио, Канада — 1978, Хьюстон, США) — американский абстрактный художник, график и литограф.

## Жизнь и творчество
Художник родился в Канаде, детство и юность провёл в городе Буффало, штат Нью-Йорк. Живопись начал изучать в 1927 году в Калифорнии, в институте искусств Отис. Затем работал художником на киностудии Walt Disney Pictures. Вернувшись на восточное побережье США, Р.Кроуфорд поступает в Пенсильванскую академию изящных искусств в Филадельфии, а затем учится в фонде Барнса. В этот период Р.Кроуфорд находился под влиянием творчества П.Пикассо и А.Матисса. В 1934 году в Мэрилендском институте искусств проходит первая персональная выставка художника. Был членом группы «Независимых» (Independents).
Скончался от рака 27 апреля 1978 года в Хьюстоне (Техас).

## Труды
Раннее творчество Р.Кроуфорда выдержано в реалистическом, прецизионистском стиле. На своих полотнах он изображает индустриальные объекты, мосты, морские причалы, виды современного города. Позднее рисовал в стиле геометрической абстракции. Будучи в Испании, изображал пасхальное шествие в Севилье. В Новом Орлеане художник делал зарисовки и фотографии кладбищ и джазовых музыкантов. В 1946 году журнал Форчун направляет Р.Кроуфорда фотокорреспондентом на атолл Бикини для съёмок по результатам испытания там атомной бомбы. Ещё при жизни мастера его произведения были приобретены рядом крупнейших американских музеев — таких, как нью-йоркские Метрополитен-музей и Музей американского искусства Уитни.